# Dimítrios Drívas
Dimítrios Drívas (en grec moderne : Δημήτριος Δρίβας) est un marin et nageur grec. 
Il remporte une médaille de bronze olympique dans l'épreuve de 100 m nage libre pour marins aux Jeux olympiques d'été de 1896 à Athènes.